# 伞少女
《伞少女》（英語：The Umbrella Fairy）是一部动画电影，改编自左小翎和魏莹的创作的漫画《伞少女梦谈》，由杭州路行动画设计有限公司旗下核心主创团队咕咚动漫负责制作，于2024年7月6日在中国大陆上映。

## 角色配音
- 青黛：聂曦映[3]
- 墨阳：谷江山[3]
- 忘归：刘校妤[3]
- 小剪子：沈念如
- 龟甲爷爷：阿杰
- 戥子：乔诗语
- 柳小蝉：季冠霖
- 旁白：刘琮
- 石敢当：锦鲤